# Burtrum, Minnesota
Burtrum là một thành phố thuộc quận Todd, tiểu bang Minnesota, Hoa Kỳ. Năm 2010, dân số của thành phố này là 144 người.

## Dân số
- Dân số năm 2000: 146 người.
- Dân số năm 2010: 144 người.